# Хърватска куна
Хърватската куна (на хърватски: hrvatska kuna) е бившата паричната единица на Хърватия, използвана в периода 1941 – 1945 година и от 30 май 1994 до 1 януари 2023 г. Дели се на 100 липа. Международният валутен код на куната е HRK.
2022 г. е последната година, в която куната се е използва, тъй като Хърватия я заменя с еврото на 1 януари 2023 г. Всички хърватски банкови сметки и кредитни карти автоматично са преобразувани в евро и куните в брой могат да се обменят за евро.

## История
По времето на Римската империя в провинциите на Горна и Долна Панония (днес Унгария и областта Славония) данъците са събирани под формата на високо ценените тогава кожи от белки (Martes). Оттам хърватската дума за данък marturina произлиза от латинската дума martus (на хърватски: „куна“). Куната е парична единица в няколко славянски държави, най-вече в Киевска Рус и неговите наследници до началото на 15 век. Тя се равнява на 1/25, а по-късно на 1/50 сребърни гривни (официалната валута на Киевска Рус). Хърватската куна няма връзка с познатите славянски „крони“ („крона“ на хърватски език се превежда като kruna). През Средновековието много чужди валути са били използвани на територията на Хърватия, но независимо от това местната валута е била в употреба най-малко до 1018 година. Между 1260 г. и 1380 г. хърватските крале са секли сребърна монета, наречена banovac, на която е била изобразена белка. Отслабването на автономията на Хърватия в рамките на Хърватско-Унгарското кралство води до постепенното отмиране на тази валута.
Идеята за куната се възражда отново през 1939 година, когато Хърватска бановина, тогава в пределите на Югославската монархия, планира да издаде своя валута.
През 1941 година, когато Хърватското революционно движение „Усташа“ формира Независимата хърватска държава, се въвежда и независима държавна валута – хърватска куна. Тази валута остава в обращение до 1945 година, когато тя, заедно с парите на комунистическите партизани, изчезва със създаването на Социалистическа федеративна република Югославия.
Настоящата куна е въведена на 30 май 1994 година, слагайки началото на преходния период от хърватски динар към куна, който приключва на 31 декември 1994 година с обменен курс 1 куна = 1000 динара.
Изборът на името куна било изпълнено с противоречия, тъй като валута със същото име е била използвана от Независимата хърватска държава. Скоро тези доводи били отхвърлени като неоснователни, тъй като куна се казвала и валутата на Хърватска бановина и Завнох (ZAVNOH). Друго предложение за име на новата валута е било kruna (крона), която да се дели на 100 banica (по името на жената на краля). Този вариант бил отхвърлен, тъй като се е смятало, че името е доста близко до това на монархическата крона на Австро-Унгария и не подхождало на републиканска валута. Преходът към новата валута бил плавен и противоречията бързо са били изгладени.
В самопровъзгласилата се Република Сръбска Крайна не се използвали нито куните, нито динарите. Вместо тях в употреба влязла нова валута крайненски динар, валидна до 1995 година, когато регионът отново попада в пределите на Хърватия.
Първоначално хърватската куна е била обвързана с германската марка, а по-късно с еврото. Дългосрочната политика на Хърватската национална банка е да поддържа стабилен курса на куната спрямо еврото.
Дългогодишна политика на Хърватската национална банка е да поддържа колебанията на обменния курс на куната спрямо еврото (или по-рано марката) в относително стабилен диапазон. От въвеждането на еврото през 1999 г. обменният курс между двете валути рядко се колебае в значителна степен, оставайки почти постоянен курс 7,5 куни към 1 евро. Хърватия се присъединява към Европейския съюз на 1 юли 2013 г. и към Механизма на обменните курсове на 10 юли 2020 г. при курс от 7,53450 куни за 1 евро. Куната е заменена с еврото на 1 януари 2023 г., след като са изпълнени предпоставките, тъй като първоначалната прогноза за стандартните четири години след присъединяването към Европейския съюз се оказва твърде кратка.

## Банкноти и монети

### Банкноти
Банкнотите са с деноминация от 5, 10, 20, 50, 100, 200, 500 и 1000 куни.
|  |  | 5 куни    | 122 × 61 мм | зелен             | Фран Кръсто Франкопан и Петър Зрински | Крепост в стария град Вараждин                         |  | 7 март 2001      | 9 юли 2001      |  |  |  |
|  |  | 10 куни   | 126 × 63 мм | зелен             | Юрай Добрила                          | Арена Пула и градоустройствен план на град Мотовун     |  | 7 март 2001      | 18 юни 2001     |  |  |  |
|  |  | 20 куни   | 130 × 65 мм | червен            | Граф Йосип Елачич                     | Твърдината Елтц във Вуковар и Вучедолския гълъб        |  | 7 март 2001      | 16 август 2001  |  |  |  |
|  |  | 50 куни   | 134 × 67 мм | син               | Иван Гундулич                         | Старият град Дубровник                                 |  | 7 март 2002      | 25 ноември 2002 |  |  |  |
|  |  | 100 куни  | 138 × 69 мм | червеникаво-кафяв | Иван Мажуранич и Башчанската плоча    | Катедралата „Св. Вит“ в Риека                          |  | 7 март 2002      | 3 юни 2002      |  |  |  |
|  |  | 200 куни  | 142 × 71 мм | кафяв             | Степан Радич                          | Стара сграда на военното командване Твърджа край Осиек |  | 7 март 2002      | 12 август 2002  |  |  |  |
|  |  | 500 куни  | 146 × 73 мм | маслинено зелено  | Марко Марулич                         | Дворецът на Диоклециан в град Сплит                    |  | 31 октомври 1993 | 31 май 1994     |  |  |  |
|  |  | 1000 куни | 150 × 75 мм | синкаво-сив       | Анте Старчевич                        | Статуята на крал Томислав и Загребската катедрала      |  | 31 октомври 1993 | 31 май 1994     |  |  |  |
|  |  |           |             |                   |                                       |                                                        |  |                  |                 |  |  |  |
|  |  | 10 куни   | 126 × 63 мм | зелен             | Юрай Добрила                          | Арена Пула и градоустройственият план на град Мотовун  |  | 30 май 2004      | 24 май 2004     |  |  |  |

### Монети
Монетите са с номинал от 1, 2, 5, 10, 20 и 50 липа, както и от 1,2 и 5 куни. Те са издадени в два варианта: единият с имена на растения или животни на хърватски език (през нечетните години), а другият с имена на растения или животни на латински език (през четните години).
Поради ниската си стойност монетите от 1 и 2 липа се използват рядко. През 2001 година Хърватската народна банка заявява, че няма намерение да изтегля от употреба монетите от 1, 2 и 5 липа.